# Ramón Ramos
Ramón Ramos Manso (nacido el 20 de noviembre de 1967 en Canóvanas, Puerto Rico) es un exjugador de baloncesto de Puerto Rico que jugó en la década de los 80 en la liga de su país. Estudió en la Universidad de Seton Hall, donde fue una leyenda.

## Trayectoria deportiva
Ramón Ramos jugaba en su instituto cuando fue descubierto por Paquito Rodríguez, entrenador del equipo de Los Indios de Canovanas. Ramos se unió al equipo y potencial convenció a su entrenador de intentar buscarle acomodo en alguna universidad americana. Finalmente, el entrenador de la Universidad de Seton Hall vino a verlo durante una liga de verano, y quedó convencido de sus aptitudes.

### Universidad
Ramos jugó cuatro temporadas en la Universidad de Seton Hall, donde promedió 8,1 puntos y 5,4 rebotes por partido. Su mejor año fue su temporada “senior”, cuando promedió 11,9 puntos y 7,6 rebotes y fue fundamental en el éxito de los “Pirates”, que lograron jugar la final de la NCAA donde perdieron contra la Universidad de Míchigan por un solo punto (80-79).

### Profesional
Ramón Ramos no fue elegido en el draft, pero a pesar de ello Portland Trail Blazers lo ficharon como agente libre el verano de 1989. Empezó la temporada en la lista de lesionados debido a unas molestias en la rodilla, aunque luego fue incluido en la plantilla activa participando en juegos de exhibición pero no llegó a debutar oficialmente en la NBA.

### Accidente
El 16 de diciembre de 1989, Ramón Ramos conducía por una autopista volviendo a casa desde el aeropuerto, donde habían llegado de regreso de un partido contra Golden State Warriors, cuando su automóvil pisó una placa de hielo y se salió de la calzada. El vehículo dio varias vueltas de campana y Ramos, que no llevaba puesto el cinturón de seguridad, salió despedido por la ventanilla. Además de varias fracturas, sufrió graves daños cerebrales y encharcamiento pulmonar. Sus posibilidades de sobrevivir no superaban el 50%, y aun en caso de recuperarse sufriría graves secuelas permanentes. Su caso alcanzó una notable repercusión pública, y así por ejemplo el cómico Bill Cosby apareció en un episodio de su popular serie de televisión vistiendo la camiseta de los Blazers con el número de Ramos.
Ramón Ramos permaneció dos meses en coma, y cuando despertó su intelecto y memoria habían sufrido un notable deterioro: no era capaz de hablar ni de reconocer a sus familiares, y su capacidad motora estaba muy limitada. Necesitó más de un año de terapia para volver a ser capaz de andar y hablar. Durante mucho tiempo, Ramos sufrió de frecuentes arranques de ira y frustración provocados por la impotencia que le generaba su estado, pero eventualmente logró superar esa fase.
El 9 de febrero de 2006 Ramón Ramos fue Exaltado al Salon de la Fama de Seton Hall.

## Logros personales
- Big East Scholar – Atleta del Año, 1989